# Romeu Silva
Romeu Silva (Rio de Janeiro, 11 de fevereiro de 1893 - ?, 1 de maio de 1958) foi maestro, compositor e saxofonista brasileiro. 
Casado com Aina Revitto Silva, filhos Yara Silva e Romeo Silva Junior. É considerado um dos pioneiros da divulgação da música popular brasileira no exterior, tanto nos anos 1920, quanto nos anos 30 e 40.

## Biografia
Por volta de 1911, tocou saxofone na orquestra do Rancho Ameno Resedá, do qual foi um dos primeiros integrantes. Na mesma época, atuou na orquestra da Sociedade Dançante Carnavalesca Ninho do Amor, dirigida por Álvaro Sandim. Por volta de 1923 integrou o conjunto de Eduardo Souto, formando em seguida sua própria orquestra. Inicialmente denominada "Jazz Band Sul-Americana", logo depois mudou seu nome para "Jazz Band Sul-Americana Romeu Silva". Como regente da jazz band, apresentou-se em festas, cabarés, na sala de espera do Cinema Palais e outros locais. Contratou para sua orquestra o então iniciante pianista Ary Barroso.
Em 1924, gravou seu primeiro disco com os foxtrotes Cock-tail e Cherry, de autores desconhecidos. Gravou em seguida o foxtrote Alda Garrido, de Freire Júnior, feito em homenagem à conhecida atriz e teve gravado pelo cantor Fernando seu maxixe Fubá, feito sobre motivos populares. Nesse ano, gravou cerca de 17 músicas na Odeon. Em 1925, gravou com sucesso o samba Comidas Meu Santo, de autor desconhecido e que deu nome a uma revista musical de muito sucesso no ano anterior. Ainda nesse ano, gravou a marcha carnavalesca Não Sou Baú e os maxixes Dor de Cabeça e Cabeça de Promessa, de Sinhô, o maxixe Escorregando, de Ernesto Nazareth, o samba Está na Hora, de Caninha, o maxixe Boca Pintada, de Joubert de Carvalho, e o foxtrote Neila e o maxixe De Cartola e Bengalinha, de Freire Júnior, o qual fez parte também de uma revista musical de sucesso naquele ano.
Em janeiro de 1926, seguiu em viagem para Paris, de onde partiu em excursão de sucesso com sua Jazz Band pela Europa, subvencionado pelo governo brasileiro. Foi feito no Teatro Lírico do Rio de Janeiro um grande festival de despedida com a presença de diversos artistas da época. Na orquestra que viajou para a Europa estavam os músicos: Fernando na guitarra, Mário Silva no pistão, Bibi Miranda na bateria, Luís Lopes no sax-baixo e All Pratt no sax-alto. No Teatro Trindade de Lisboa apresentou samba, maxixe, frevo, gêneros tipicamente nacionais, fazendo assim propaganda do Brasil no exterior. Do Teatro Trindade, passaram ao Politeama, em seguida ao Monumental e posteriormente para o Maxim's, conseguindo sempre sucesso junto ao público. Exibiram-se ainda em clubes e até mesmo no palácio presidencial. Em Portugal, apresentaram-se também nas cidades de Figueira da Foz, Porto, Estoril e Coimbra. Seguiram para a Espanha, onde se apresentaram em Madri, Barcelona, Vigo, Bilbao, San Sebastian, alcançando também sucesso de público. O Rei Afonso XII o convidou para a Temporada dos Nobres de Espanha. Em seguida, partiram para Paris, onde se apresentaram no salão do Barão de Rothchild, na Maison Laffite e na Rambouillet. Tocou no baile do Pétit le Blanc, na inauguração das corridas noturnas de Longchamps e na festa anual de Sureté Génerale a convite do então presidente Albert Lebrun, consagrando-se como a grande revelação do evento. A excursão seguiu para cidades francesas e posteriormente foram à Bélgica, Suíça, Alemanha, Inglaterra e Itália. Ainda no exterior, gravou alguns discos com a cantora Josephine Baker, dentre os quais La Petite Tonkinoise. Antes da excursão para a Europa gravou ainda os maxixes Pelo Antigo, de Júlio Casado e Coisas da Moda, de sua autoria. Em 1926, sua marcha carnavalesca Roupa na Corda, foi gravada pelo cantor Fernando. Gravou um total de 62 discos na Odeon. Nesse ano, gravou com sucesso o maxixe Café com Leite, de Freire Júnior, da revista musical de mesmo nome. Na Odeon fez acompanhamento do sua Jazz Band Sul-Americana para discos de Mário Pinheiro, Grupo do Moringa, Grupo do Guarabu e Grupo do Pimentel. Acompanhou também gravações de diferentes discos do cantor Fernando, entre os quais o samba Mão na Roda, de João da Gente.
Em 1932, com a Brazilian Olimpic Band, foi para Los Angeles, acompanhando uma delegação de atletas brasileiros aos jogos olímpicos. Em 1935, voltou ao Brasil, onde passou a atuar no Cassino Atlântico, mantendo-se ali pelo período de dois anos. Trouxe com ele vários músicos estrangeiros para integrar a orquestra, dentre os quais o clarinetista Booker Pittman, o crooner Louis Cole e outros. Em seguida, partiu para Buenos Aires com Carmen Miranda e o Bando da Lua, lá permanecendo durante um ano. De volta ao Brasil, atuou no Cassino da Urca. Em 1939, sua orquestra foi escolhida para representar o Brasil na Feira Mundial de Nova Iorque, e junto com ele partiram Vadico (piano), Zacarias (sax e clarineta), Zé Carioca (violão), entre outros. Em Nova Iorque, apresentou-se em um grande festival de música brasileira que tinha também como participantes o tenor Cândido Botelho e o pianista Artur Rubinstein. O espetáculo recebeu crítica bastante elogiosa do jornal "The New York Times".
Em 1941, passou a se apresentar no Cassino da Urca, onde permaneceu até 1946, quando os cassinos foram fechados. Atuou também nos cassinos de Icaraí e Tênis Clube de Petrópolis. Desfeita a orquestra, empregou-se no funcionalismo público municipal. Em 1959, seu maxixe Fubá foi regravado por Jacob do Bandolim na RCA Victor.